# Mariä Himmelfahrt (Quierschied)

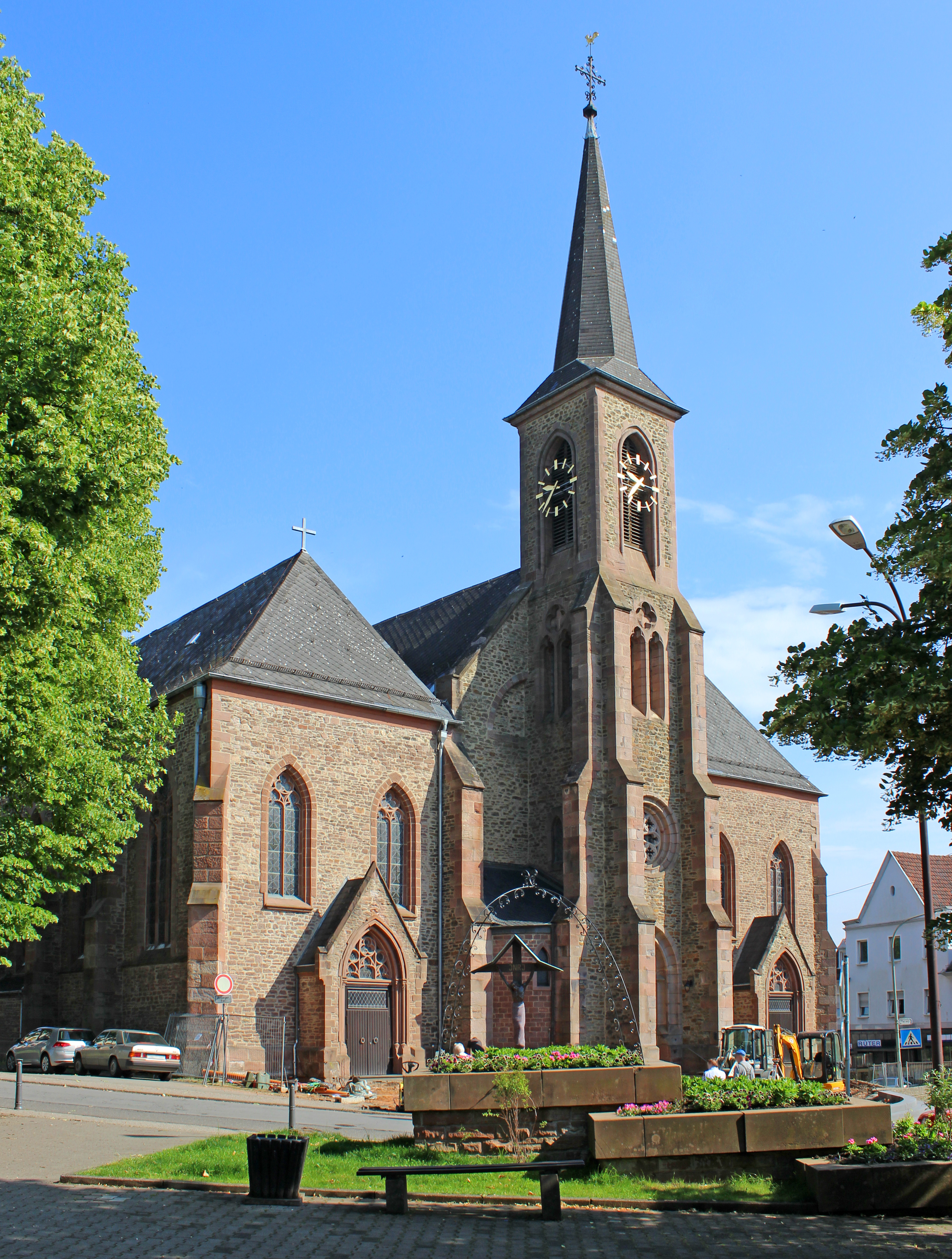
Die Pfarrkirche Mariä Himmelfahrt in Quierschied

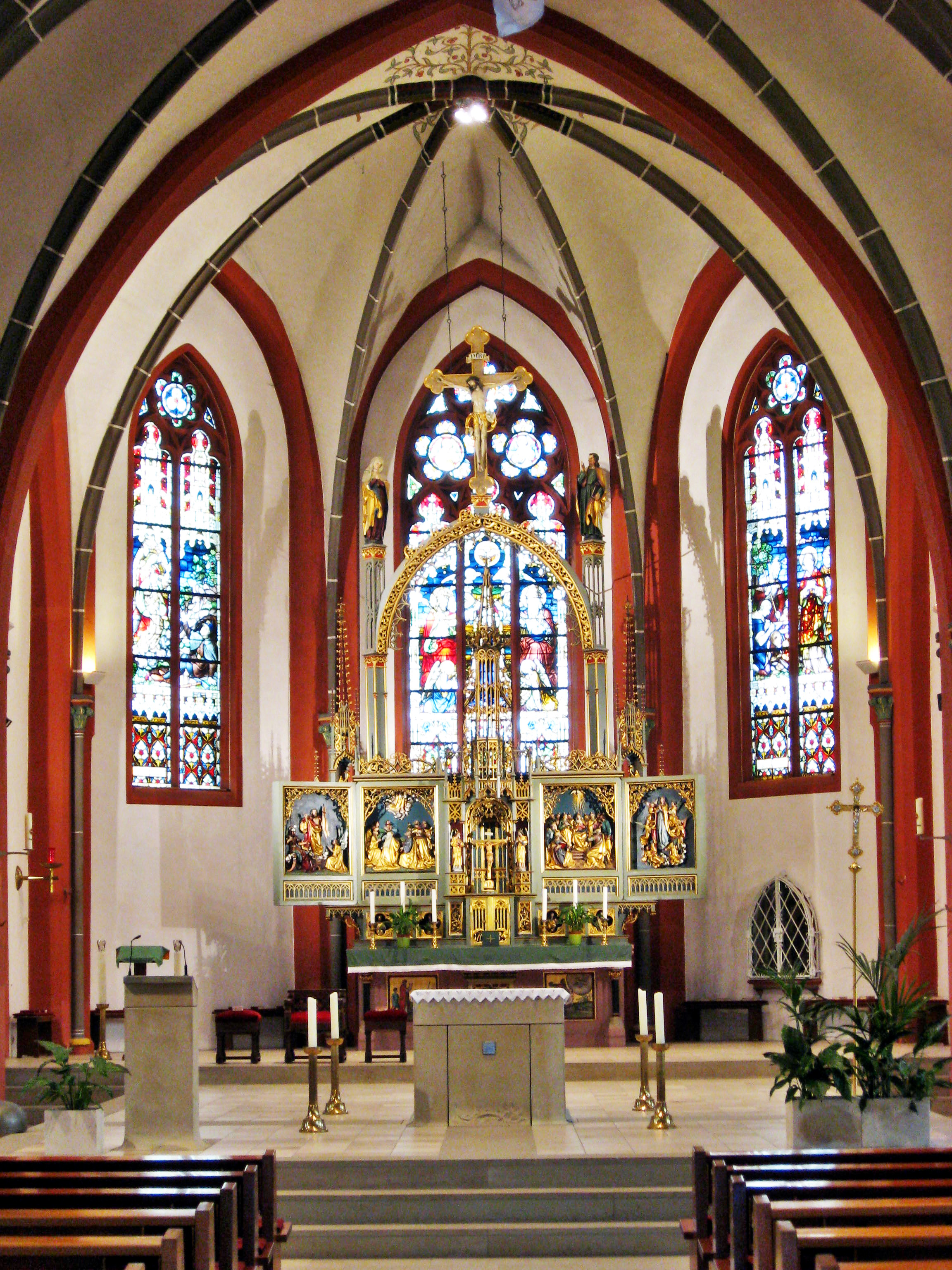
Blick in den Altarraum

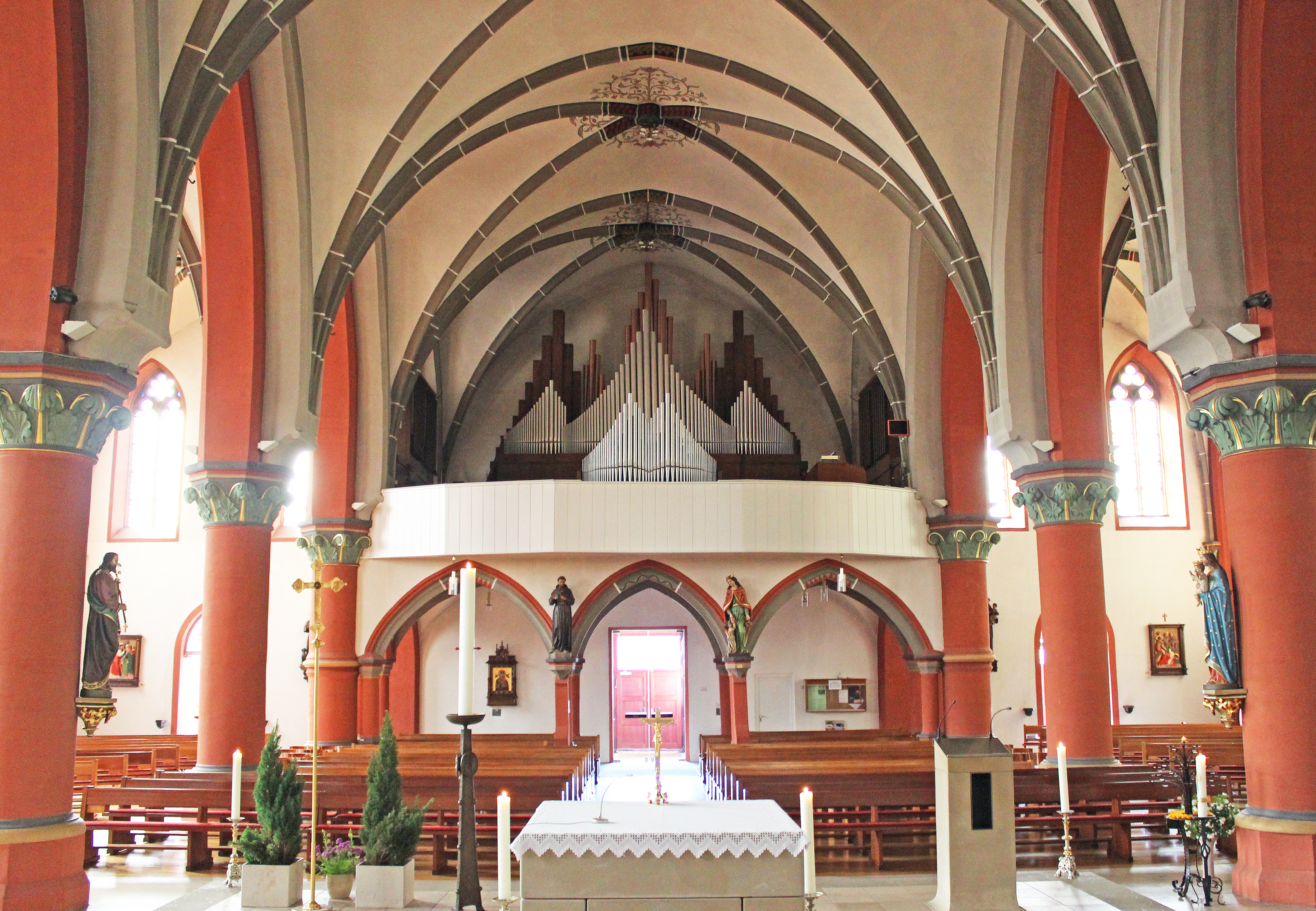
Blick zur Orgelempore

Die Kirche Mariä Himmelfahrt ist eine im neugotischen Stil errichtete katholische Pfarrkirche in der saarländischen Gemeinde Quierschied, Regionalverband Saarbrücken. Sie trägt das Patrozinium Mariä Aufnahme in den Himmel. In der Denkmalliste des Saarlandes ist die Kirche als Einzeldenkmal aufgeführt.

## Geschichte
Die Pfarrkirche Mariä Himmelfahrt wurde in den Jahren 1863 bis 1866 nach Plänen des Architekten Carl Friedrich Müller (Saarlouis) als einschiffiges Kirchengebäude errichtet. 1867 wurde Quierschied zu einer eigenständigen Pfarrgemeinde erhoben. Aufgrund des starken Bevölkerungswachstums in Quierschied gegen Ende des 19. Jahrhunderts war die Kirche zu klein geworden. Deshalb wurde das Gotteshaus von 1897 bis 1898 nach Plänen des Architekten Lambert von Fisenne um zwei Seitenschiffe erweitert. 1965 wurde die Kirche einer Restaurierung unterzogen, wobei es zu einer Farbneufassung der Ausmalung kam, die die Zerstörung der Ausmalung von 1907 zur Folge hatte. 1972 wurde durch erneute Restaurierungs- und Umbaumaßnahmen die heutige Altarinsel geschaffen. 1994 kam es zu einer erneuten Restaurierung, der 2005 bis 2007 der Umbau und die Restaurierung des Altarraumes und der beiden Seitenkapellen folgte.
Am 23. Oktober 2005 wurde durch den damaligen Trierer Bischof Reinhard Marx ein neuer Altar geweiht.

## Ausstattung
Der Hochaltar und Seitenaltäre wurden von dem Architekten Lambert von Fisenne (Gelsenkirchen) entworfen, und durch Carl Frank von der Werkstätte für kirchliche Kunst (Trier) in den Jahren 1897 bis 1898 ausgeführt. Der Altaraufsatz wurde im gleichen Zeitraum von der Firma Gebrüder Port (Münstermaifeld) geschaffen. Bildhauer Ernst Hoffmann (Sulzbach) schuf 1936 das über 3 m hohe Sühnekreuz mit lebensgroßem holzgeschnitzten Corpus, das bis Ende der 1990er Jahre hinter der Kirche stand.
Weitere Ausstattungsgegenstände sind der neue Altar von 2005, die 14 Kreuzwegstationen von 1898, die 2006 wiederentdeckt und durch Manfred und Eric Schöndorf (Ottweiler) restauriert wurden, eine 2006 restaurierte Pietà, sowie eine ebenfalls 2006 restaurierte Figur der heiligen Elisabeth. Die Fenster der Kirche zeigen Bildmotive aus der Heiligen Schrift.

## Orgel
Die Orgel der Kirche wurde im Jahr 1938 von der Firma Klais Orgelbau (Bonn) als Opus 917 erbaut. Das Kegelladen-Instrument verfügt über 38 (41) Register, verteilt auf drei Manuale und Pedal. Die Spiel- und Registertraktur ist elektropneumatisch. Die Disposition lautet wie folgt:
| I Hauptwerk C–g3 |                  |       |
| 1.               | Nachthorngedackt | 16′   |
| 2.               | Principal        | 8′    |
| 3.               | Gemshorn         | 8′    |
| 4.               | Rohrflöte        | 8′    |
| 5.               | Octave           | 4′    |
| 6.               | Hohlflöte        | 4′    |
| 7.               | Rauschquinte     | 2 ⁄3′ |
| 8.               | Waldflöte        | 2′    |
| 9.               | Mixtur IV        |       |
| 10.              | Trompete         | 8′    |

| II Schwellwerk C–g3 |               |       |
| 11.                 | Holzflöte     | 8′    |
| 12.                 | Gedacktpommer | 8′    |
| 13.                 | Salicional    | 8′    |
| 14.                 | Vox coelestis | 8′    |
| 15.                 | Principal     | 4′    |
| 16.                 | Querflöte     | 4′    |
| 17.                 | Quinte        | 2 ⁄3′ |
| 18.                 | Schwegel      | 2′    |
| 19.                 | Terzian II    |       |
| 20.                 | Cymbel IV     |       |
| 21.                 | Dulzian       | 16′   |
| 22.                 | Schalmey      | 4′    |

| III Positiv C–g3 |                  |       |
| 23.              | Lieblich Gedackt | 8′    |
| 24.              | Quintadena       | 8′    |
| 25.              | Praestant        | 4′    |
| 26.              | Blockflöte       | 4′    |
| 27.              | Principal        | 2′    |
| 28.              | Nasat            | 1 ⁄3′ |
| 29.              | Sesquialtera II  |       |
| 30.              | Scharff III-IV   |       |
| 31.              | Krummhorn        | 8′    |
|                  | Tremulant        |       |

| Pedal C–f1 |                        |     |
| 32.        | Principalbass          | 16′ |
| 33.        | Subbass                | 16′ |
|            | Zartbass (= Nr. 1)     | 16′ |
| 34.        | Octavbass              | 8′  |
|            | Gemshorn (= Nr. 3)     | 8′  |
| 35.        | Choralbass             | 4′  |
| 36.        | Nachthorn              | 2′  |
| 37.        | Rauschpfeife III–IV    |     |
| 38.        | Posaune                | 16′ |
|            | Dulzianbass (= Nr. 21) | 16′ |

- Koppeln: II/I, III/I, III/II, I/P, II/P, III/P
- Spielhilfen: 2 freie Kombinationen, 3 freie Pedalkombinationen (je für I, II und III), Zungengeneralabsteller, Zungeneinzelabsteller, Crescendowalze